# 화매국민학교 삼의분교
화매국민학교 삼의분교는 경상북도 영양군 석보면 화무로 944(삼의리 63-1)에 있었던 초등학교이다.

## 연혁
- 1970년 3월 1일 화매국민학교 삼의분교장 설립 인가
- 1971년 3월 2일 화매국민학교 삼의분교 개교
- 1971년 7월 1일 요원국민학교 삼의분교장 개편
- 1972년 3월 2일 1~4학년 2개 복식학급 편성
- 1972년 11월 10일 교실 2칸 및 사택 1동 신축
- 1980년 3월 1일 화매국민학교 삼의분교장 개편[1]
- 1993년 9월 1일 폐교 및 화매국민학교 통폐합

## 동문
1. ↑  요원국민학교가 주남국민학교 분교장으로 격하 편입되며 개편됨.